# Ligue des champions de rink hockey 2002-2003
Navigation
Ligue des champions 2001-2002 Ligue des champions 2003-2004
La Ligue des champions de rink hockey 2002-2003 est la 38e édition de la plus importante compétition européenne de rink hockey entre équipes de club, et la 8e sous la dénomination Ligue des champions. La compétition est remportée par le HC LICEO CORUNHA qui devient champion d'Europe des clubs pour la 4e fois.

## Déroulement
Cette édition 2002-2003 se déroule en quatre phases : un tour préliminaire, un premier tour, une phase de poules et un Final four.
Le tour préliminaire se voit affronter 6 équipes qui n'ont pas participé à la compétition la saison dernière. On y retrouve le champion d'Angleterre et le champion de France 2006.

Les matchs sont joués en confrontations aller-retour. L'équipe qui aura le meilleur résultat cumulé sur les deux rencontres jouera le premier tour.
Le premier tour regroupe 16 des meilleures équipes européennes de rink hockey (dont les trois équipes vainqueuses du tour préliminaire).

Les matchs se jouent en confrontations aller-retour, comme le tour préliminaire. Les 8 équipes qui gagneront en score cumulé auront le droit de jouer la phase de poules. Les 4 équipes possédant le meilleur rang européen seront quant à eux reversé en Coupe CERS.

Pour éviter l'élimination précoce de grosses équipes (comme durant la saison 2005-2006), le tirage au sort de ce tour s'est effectué avec un chapeau têtes de séries, interdisant ainsi la confrontation de deux têtes de série au premier tour.
La phase de poules regroupe 8 équipes, réparties dans deux poules de 4. Chaque équipe rencontre deux fois les autres équipes de la poule. Les deux meilleures équipes de chaque poule joueront le Final Four.
Le Final Four regroupe sur deux jours et en terrain neutre, les quatre meilleures équipes de la compétition.

Cette ultime phase est organisée sous la forme d'une coupe à élimination directe. L'équipe qui remporte la demi-finale et la finale gagnera alors le trophée de la Ligue Européenne des Champions 2007.

## Tour préliminaire
| Équipe       | Résultat | Équipe         | 1ª Mão | 2ª Mão |
| RHC Dornbirn | 3-30     | RSC Cronenberg | 1-5    | 2-25   |
| Nantes ARH   | 5-9      | RSC Uttigen    | 3-2    | 2-7    |

## Premier tour
| Équipe         | Résultat | Équipe          | 1ª Mão | 2ª Mão |
| HC Igualada    | 17-4     | St. Omer        | 10-1   | 7-3    |
| SC Thunerstern | 4-14     | FC Porto        | 3-6    | 1-8    |
| SL Benfica     | 13-2     | Genéve RHC      | 10-1   | 3-1    |
| Novara         | 10-6     | RSC Cronenberg  | 5-2    | 5-4    |
| HC Quévert     | 6-7      | RSC Uttigen     | 2-4    | 4-3    |
| Pati Blanes    | 4-5      | HC Liceo Coruña | 2-3    | 2-2    |
| Bassano        | 2-19     | FC Barcelona    | 0-8    | 2-11   |
| OC Barcelos    | 8-9      | Hockey Prato    | 4-3    | 4-6    |

## Phase de poules

### Groupe A
|              | Équipes | Pts | J | V | E | D  | BM | BE  | DB |
| ------------ | ------- | --- | - | - | - | -- | -- | --- | -- |
| FC Barcelona | 11      | 6   | 5 | 1 | 0 | 31 | 7  | 24  |    |
| Hockey Prato | 9       | 6   | 4 | 1 | 1 | 32 | 19 | 13  |    |
| SL Benfica   | 4       | 6   | 2 | 0 | 4 | 15 | 23 | -8  |    |
| Novara       | 0       | 6   | 0 | 0 | 6 | 7  | 36 | -29 |    |

|              | NOV  | PRA | BAR | BEN |
| ------------ | ---- | --- | --- | --- |
| Novara       | –    | 1-6 | 1-5 | 1-4 |
| Hockey Prato | 13-1 | –   | 1-1 | 4-1 |
| FC Barcelona | 6-2  | 9-1 | –   | 6-1 |
| SL Benfica   | 2-1  | 6-7 | 1-4 | –   |

### Groupe B
|                 | Équipes | Pts | J | V | E | D  | BM | BE  | DB |
| --------------- | ------- | --- | - | - | - | -- | -- | --- | -- |
| Igualada        | 9       | 6   | 4 | 1 | 1 | 28 | 10 | 18  |    |
| HC Liceo Coruña | 8       | 6   | 4 | 0 | 2 | 24 | 15 | 9   |    |
| FC Porto        | 7       | 6   | 3 | 1 | 2 | 26 | 22 | 4   |    |
| RSC Uttigen     | 0       | 6   | 0 | 0 | 6 | 10 | 41 | -31 |    |

|                 | POR | UTT  | IGU | LIC |
| --------------- | --- | ---- | --- | --- |
| FC Porto        | –   | 10-2 | 2-2 | 4-5 |
| RSC Uttigen     | 3-4 | –    | 1-4 | 3-4 |
| Igualada        | 7-2 | 12-0 | –   | 3-1 |
| HC Liceo Coruña | 3-4 | 7-1  | 4-0 | –   |

## Final Four
|  | Demi-finales    | Demi-finales |                 |      | Finale | Finale |
|  |                 |              |                 |      |        |        |
|  | 31 mars 2007    |              |                 |      |        |        |
|  |                 |              |                 |      |        |        |
|  | HC Liceo Coruña | 1(3)         |                 |      |        |        |
|  | HC Liceo Coruña | 1(3)         | 1er avril 2007  |      |        |        |
|  | FC Barcelona    | 1(1)         |                 |      |        |        |
|  | FC Barcelona    | 1(1)         | HC Liceo Coruña | 2(4) |        |        |
|  | 31 mars 2007    |              | HC Liceo Coruña | 2(4) |        |        |
|  |                 | Igualada     | 2(3)            |      |        |        |
|  | Igualada        | Igualada     | 2(3)            | 1(4) |        |        |
|  | Igualada        |              |                 | 1(4) |        |        |
|  | Hockey Prato    | 1(3)         |                 |      |        |        |
|  | Hockey Prato    | 1(3)         |                 |      |        |        |